# Lin Chau-Tai
Lin Chau-tai (4 juli 1938) is een atleet uit Taiwan.
Op de Olympische Zomerspelen van Rome in 1960 nam Chau-tai voor Taiwan deel aan het onderdeel verspringen.
Chau-tai was de eerste vrouwelijke deelneemster op de Olympische Spelen voor Taiwan.